# Banan-Kompaniet
Aktiebolaget Banan-Kompaniet är Sveriges äldsta och ett av Skandinaviens största bananföretag. Banan-Kompaniets verksamhet omfattar odling, transport, mogning och marknadsföring av bananer i Sverige. Huvudkontoret och en av företagets två bananmogningsanläggningar ligger i Helsingborg. Banan-Kompaniet ägs idag av Dole Food Company.

## Historia
År 1909 bildades "The Banana Company AB" av norrmannen Carl Matthiessen med säte i Göteborg. Bolaget namnändrades snart till det mer svenskt klingande namnet "AB Banan-Kompaniet". År 1910 utökade AB Banan-Kompaniet sin verksamhet till import av sydfrukter, och etablerade också lager i Stockholm och Malmö. Stockholmslagret fanns på Tunnelgatan (nv Olof Palmes gata) och i Malmö hyrdes lokaler av Kioskbolaget.
| Vänstra bilden visar Banan-Kompaniets nyuppförda byggnad i Stockholms frihamn 1928. Högra bilden är tagen efter renoveringen 1996. |  | Vänstra bilden visar Banan-Kompaniets nyuppförda byggnad i Stockholms frihamn 1928. Högra bilden är tagen efter renoveringen 1996. |
| Vänstra bilden visar Banan-Kompaniets nyuppförda byggnad i Stockholms frihamn 1928. Högra bilden är tagen efter renoveringen 1996. |  | |

AB Banan-Kompaniet var bland de första i Sverige vilka regelbundet annonserade i veckopressen och på 1930-talet saluförde Fyffes bananer. Exempelvis "Har Mor FYFFES hemma idag?" eller "Världens snabbaste frukost" illustrerad av konstnären Robert Högfeldt. Man gav också regelbundet ut tidningen Bananbladet som distribuerades till landets 30 000 olika återförsäljare. År 1910 var konsumtionen av bananer i Sverige 0,1 kg per person och år, konsumtionen för 1998 var 17 kilo per person och år, enligt uppgift från Banankompaniet.
År 1927 byggdes företagets huvudkontor med lager och bananmogningsrum i Stockholms Frihamn. Innan dess lossades bananstockarna vid Nybrokajen. Nu fick man tillgång till egen kaj och lastkranar samt stora lagerutrymmen för ända upp till 20 000 bananstockar. I lagerlokalerna installerades - efter de allra senaste rönen från USA − speciella bananmogningsboxar som isolerades på insidan med kork. Vidare byggdes ett avancerat ventilations- och fläktsystem för att klara de speciella miljökrav som är nödvändiga för bananernas mogningsprocess. Huset uppfördes ursprungligen av Entreprenörbolaget Botlofsen & Co (arkitekt okänd) till en kostnad av en miljon kronor. När huset stod klart kallades det även för "Banantemplet" för sitt slottsliknande utseende.
Under andra världskriget importerades inga bananer till Sverige. Företaget lyckades dock mycket snabbt komma igång med bananhandeln efter krigsslutet. Sverige var ett av de första europeiska länderna som fick in fräscha bananer efter 1945.

### Historiska bilder

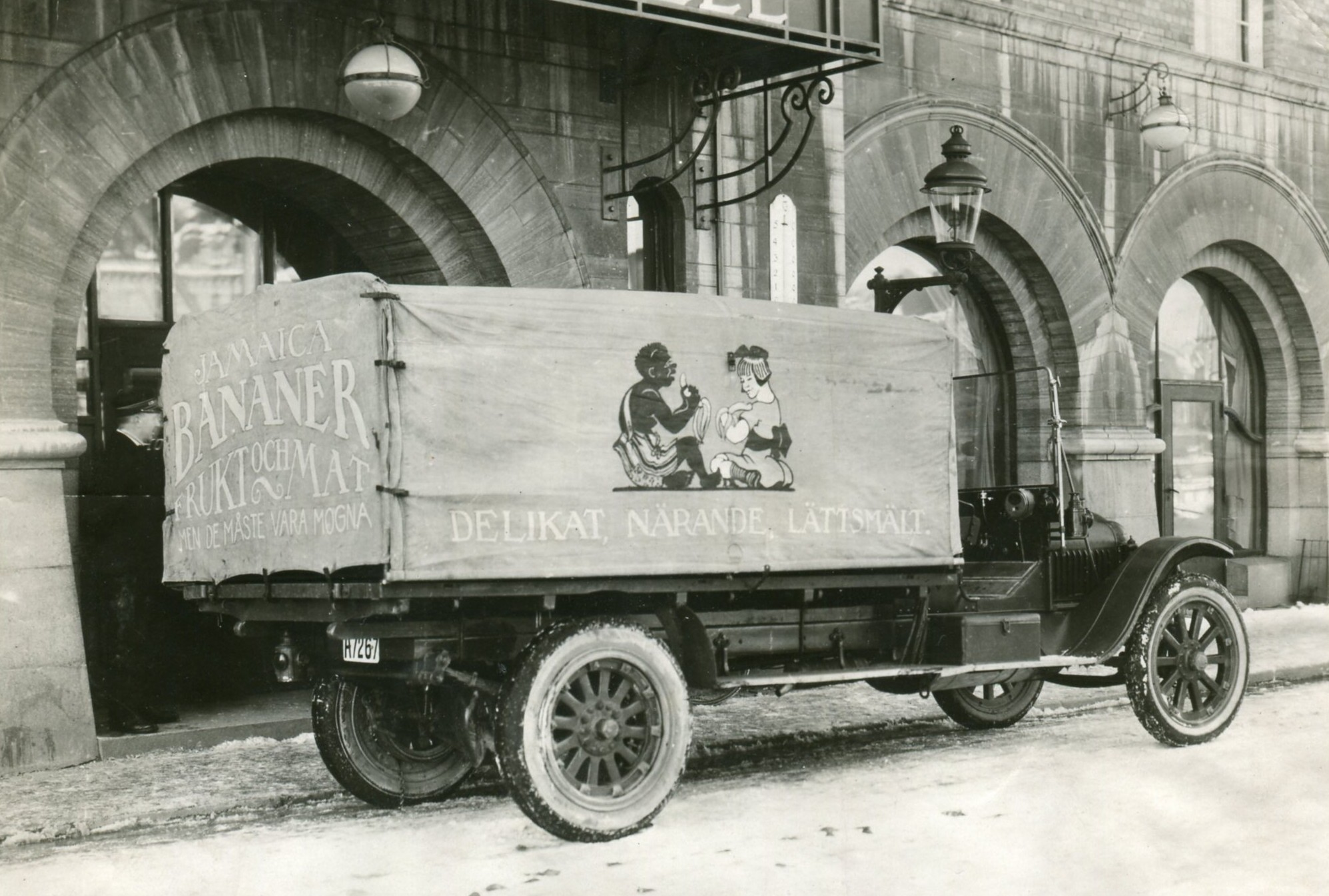
Bananleverans till Strand Hotell i Stockholm
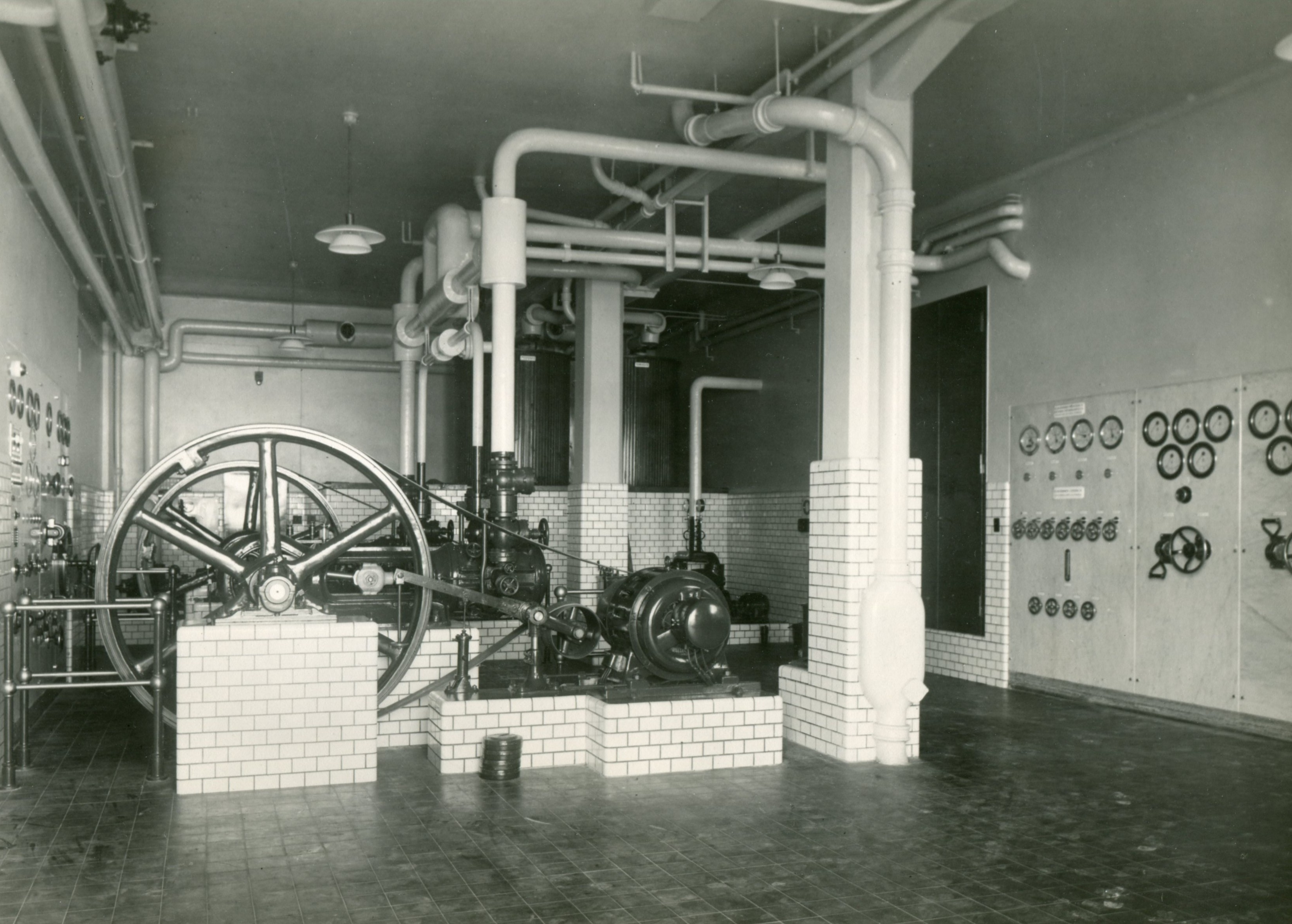
Banan-Kompaniets maskinhall på 1930-talet
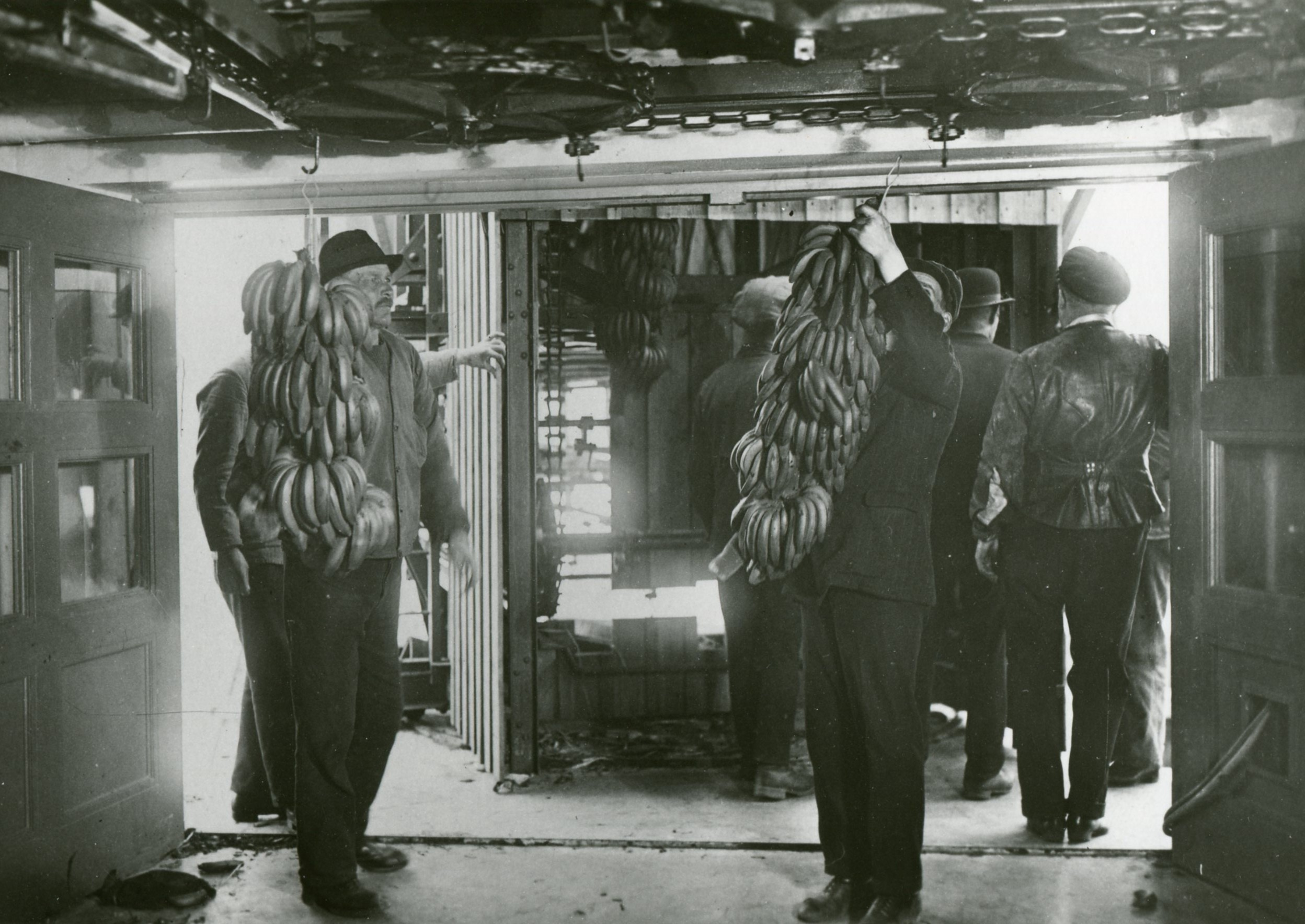
Bananstockar hängs på krokar i en taktransportör 1930-tal
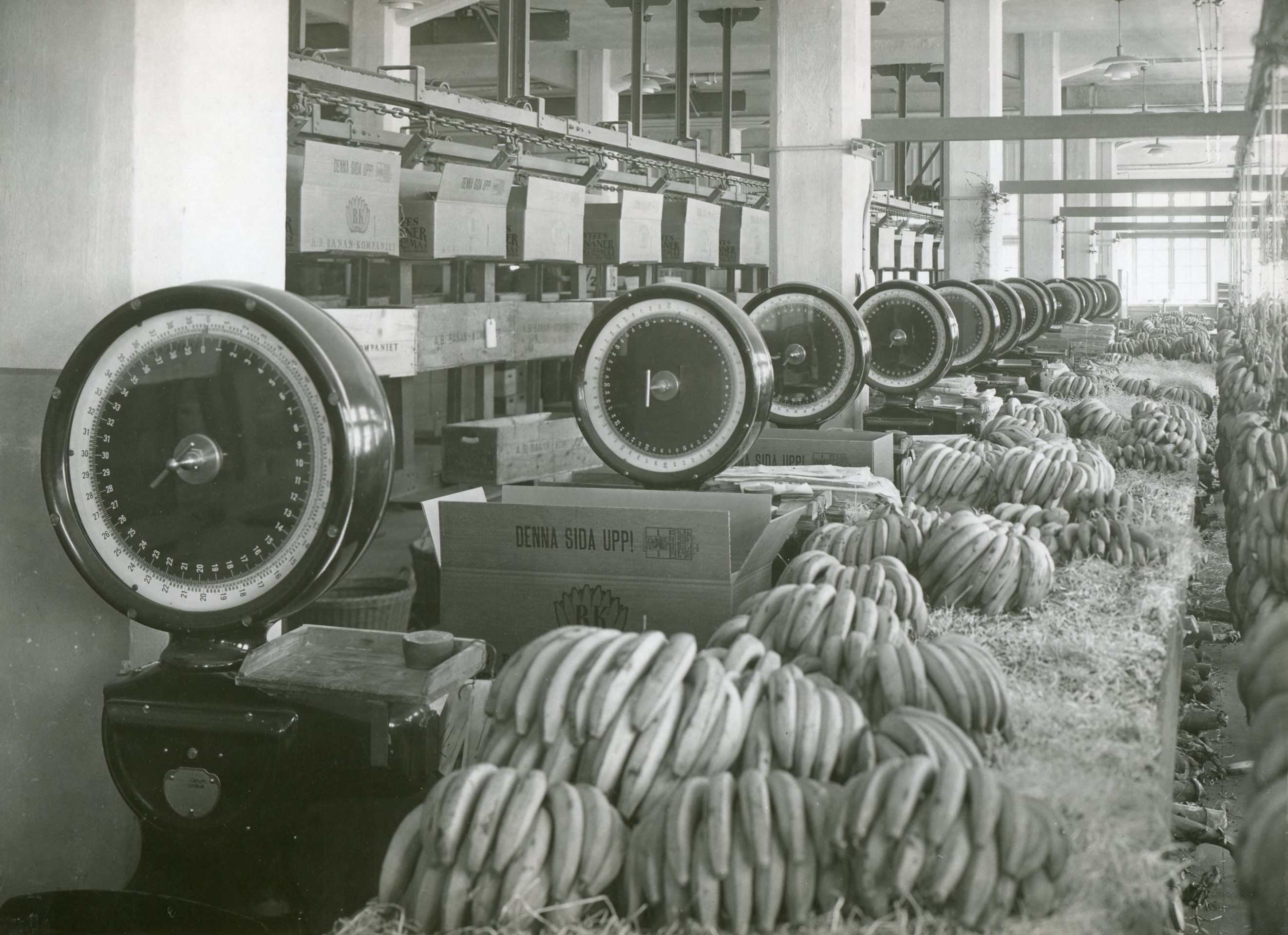
Vägnings- och paketeringsavdelningen 1930-ta
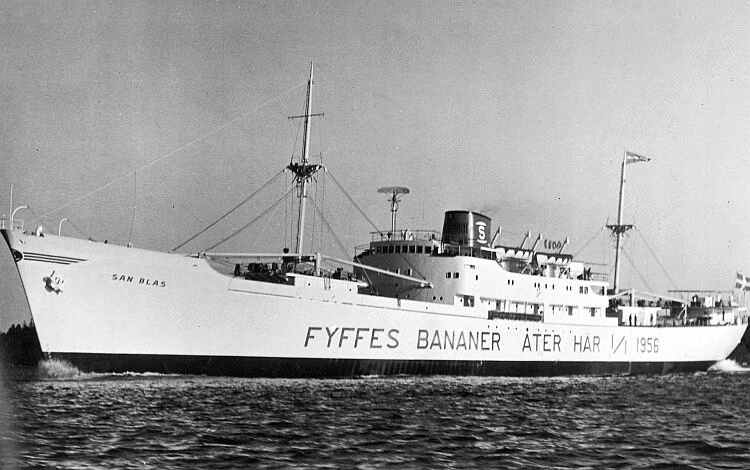
M/S San Blas, 1955

## Banan-Kompaniet idag

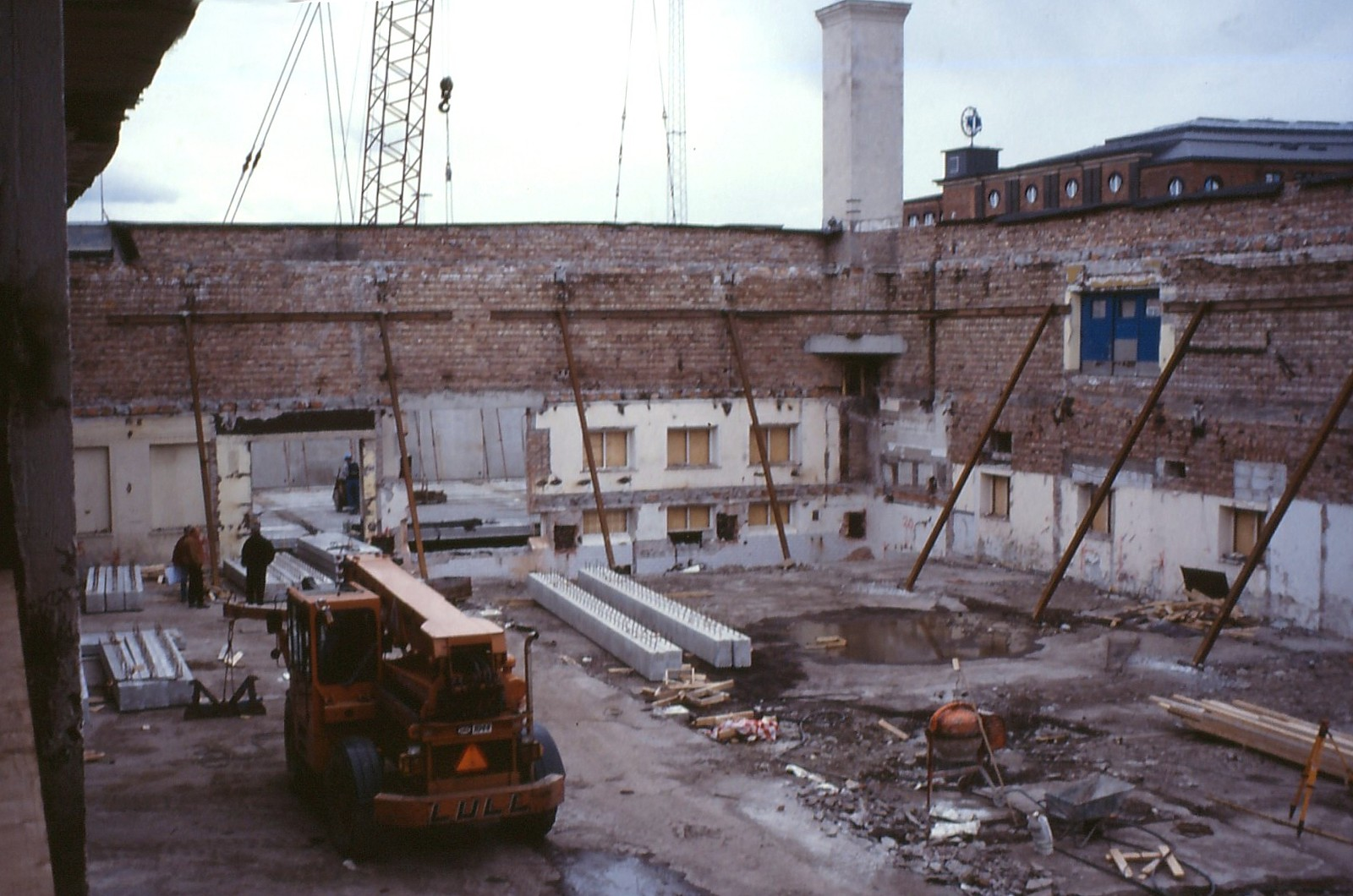
Rivningsarbeten 1995.

Under 1970- och 1980-talet kom allt färre bananer med båt till Frihamnen. Bananerna kommer inte heller som "stockar" utan är färdigförpackade från odlaren i kartonger som följer frukten ända fram till butiken. Bananbåtarna anlöper inte längre Frihamnen som på 1930-talet utan lossar vid europeiska hamnar och vidaretransport sker med godståg.
Även mogningsanläggningen från 1927 hade blivit otidsenlig trots moderniseringar och hanteringen var omständlig och ineffektiv. Banan-Kompaniet ville inte gärna lämna sin klassiska plats i frihamnen, därför gjordes under åren 1994 till 1996 en omfattande tillbyggnad och renovering av fastigheten efter ritningar av arkitekten Holger Ellgaard, bland annat i samarbete med Stadsmuseet i Stockholm. Ursprungsbyggnaden är grönmärkt av Stadsmuseet vilket innebär att bebyggelsen bedöms vara särskilt värdefull från historisk, kulturhistorisk, miljömässig eller konstnärlig synpunkt.
I samband med ombyggnaden revs lagerbyggnadens mellanplan och yttertak så att enbart fasadväggarna stod kvar, som stöttades provisoriskt. Därefter uppfördes golv- och takbjälklag av prefabricerade betongelement. Gällande varuhanteringen utrustades järnvägsin- och utlastningen med väderskyddade portar och 18 stycken nya, moderna bananmogningsrum installerades medan ett av de ursprungliga mogningsrummen från 1927 bevarades och inrättades som ett litet museum över Banan-Kompaniets historia.

### Nutida bilder

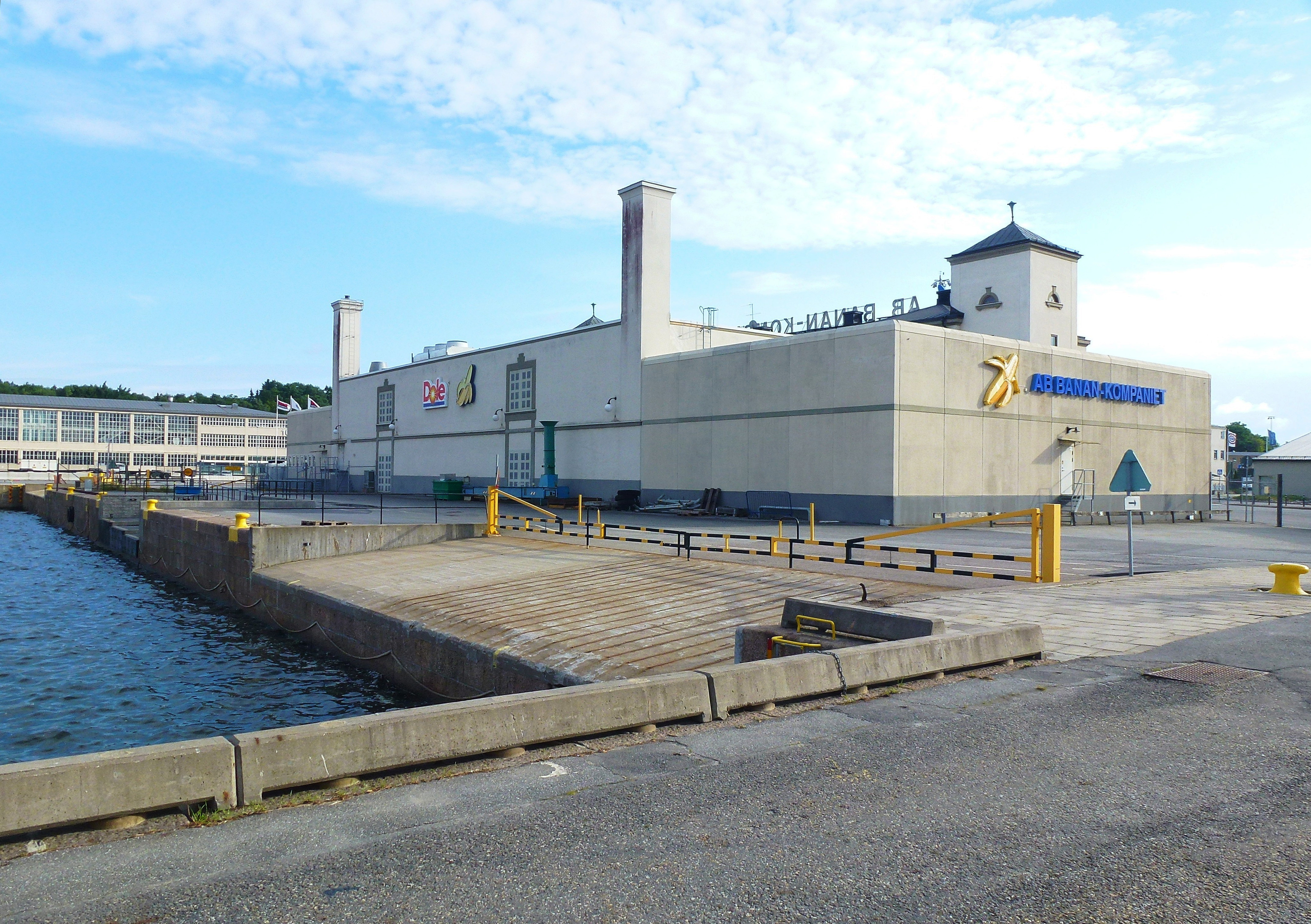
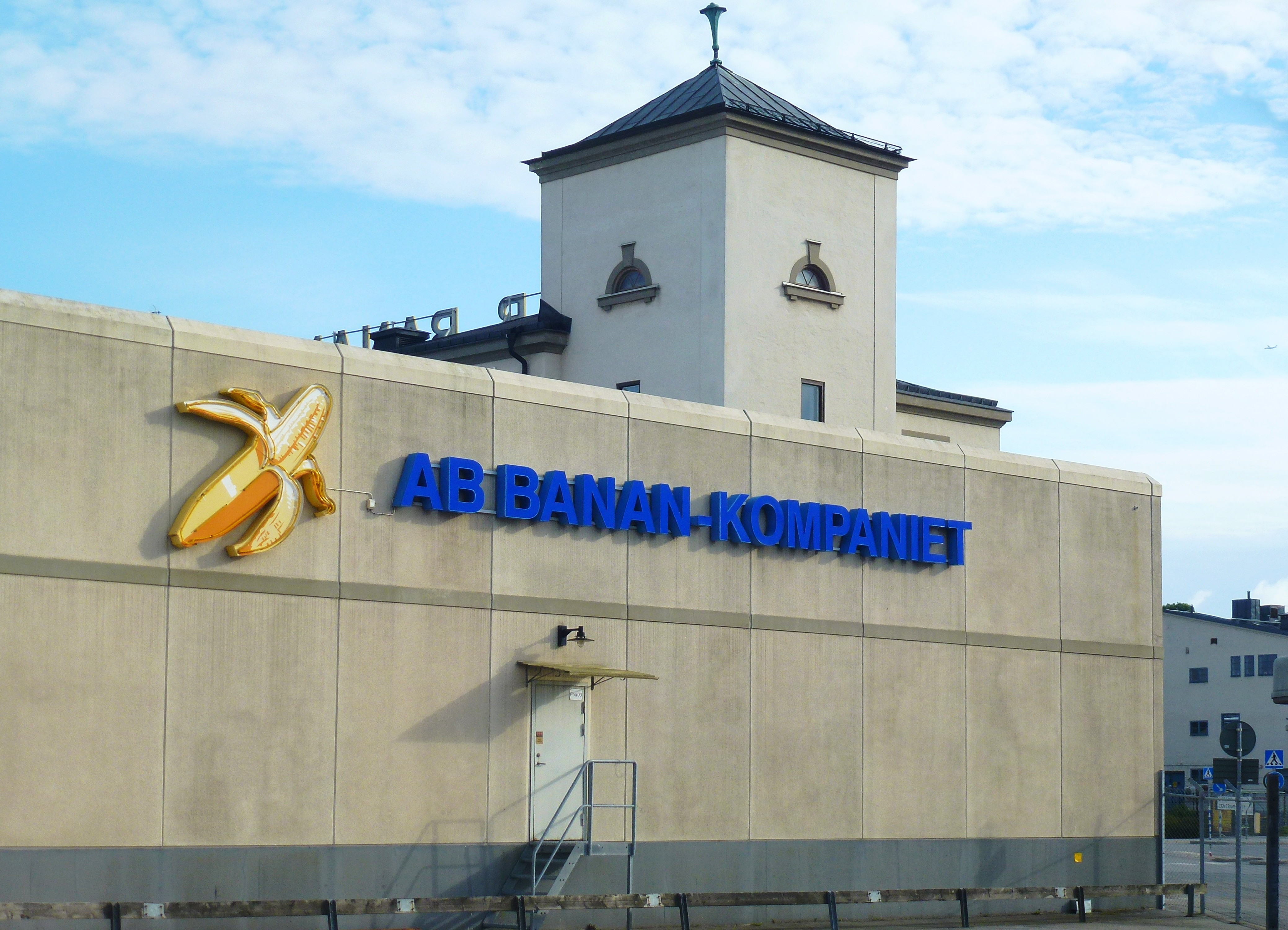
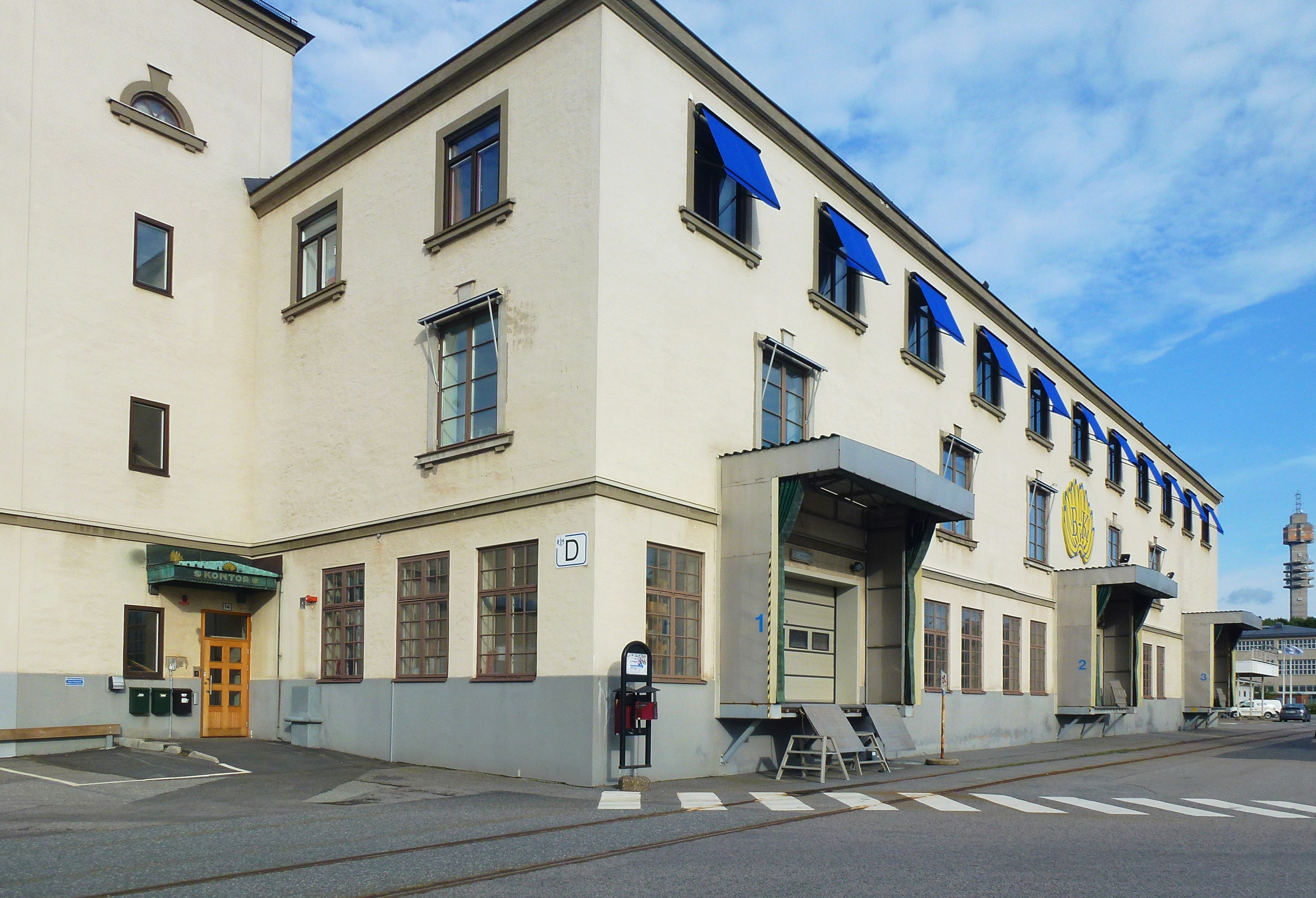
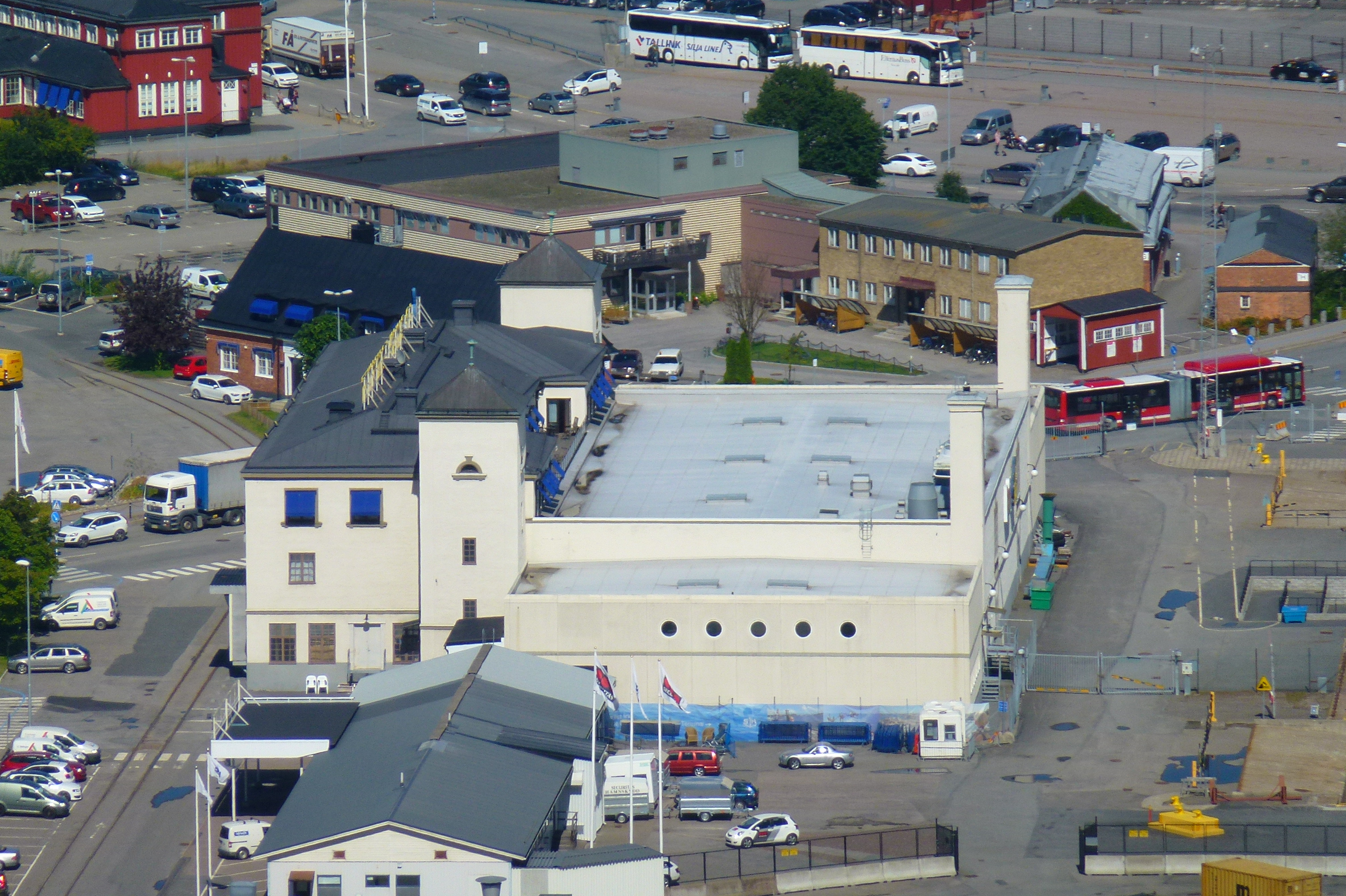